# Herwig Hamperl
Herwig Hamperl (* 12. September 1899 in Wien; † 22. April 1976 in Bonn) war ein deutscher Pathologe und Hochschullehrer.

## Leben
Hamperl kam als Sohn des Klosterneuburger Distriktarztes Franz Hamperl zur Welt. Nach Teilnahme am Ersten Weltkrieg studierte er Medizin an der Universität Wien.
Ab 1923 war Hamperl als Schüler von Rudolf Maresch (1868–1936) am Pathologischen Institut der Universität Wien und verblieb dort mit Unterbrechungen für etwa zwölf Jahre. 1926 folgte die Promotion. Während eines Auslandsaufenthalts in Sowjetrussland als Stipendiat der Notgemeinschaft der deutschen Wissenschaft in den Jahren 1928/29 arbeitete Hamperl über die Verbreitung des Magengeschwürs in Russland.
1931 wurde Hamperl zum Privatdozenten in Wien ernannt und 1935 zum a.o. Professor in Berlin bei Robert Rössle. Hamperl war seit 1937 Mitglied der NSDAP und gehörte auch der SA an. 1940 wurde er als Ordinarius an die Karl-Ferdinands-Universität nach Prag berufen und leitete dort das Institut für Pathologie. In dieser Eigenschaft obduzierte Hamperl – zusammen mit dem Rechtsmediziner Günther Weyrich – die Leiche des stellvertretenden Reichsprotektors Reinhard Heydrich nach dem Attentat vom 27. Mai 1942. Hamperls späterer Widerruf der ursprünglichen Diagnosen gab bis in jüngere Zeiten Anlass zu Spekulationen über Heydrichs tatsächliche Todesursache.
Der noch 1942 als Vertrauensmann des NS-Rektors Wilhelm Saure zum Prorektor ernannte Hamperl war für den SS-Sicherheitsdienst (SD) gegen Kriegsende „der schlechte Charakter der medizinischen Fakultät“ geworden. Der SD sah Hamperl als „Einpeitscher“ einer bürgerlich-reaktionären Opposition, die für die „Entpolitisierung der Wissenschaft“ einträte und sich von Maßnahmen des Staates oder der NSDAP distanziere.
Nach der Kapitulation der deutschen Wehrmacht im Mai 1945 wurde Hamperl kurz interniert, konnte aber aufgrund seiner russischen Sprachkenntnisse zusammen mit dem letzten Ordinarius der deutschen Prager Augenklinik, Herwigh Rieger, eine sowjetische Kriegsgefangenschaft abwenden.
In den unmittelbaren Nachkriegsjahren arbeitete Hamperl als Prosektor in Österreich und Schweden. 1949 erhielt er eine Professur an der Universität Uppsala, nahm aber schon im gleichen Jahr eine Berufung nach Marburg an. Während des Marburger Berufungsverfahrens wurde Hamperl 1949 hinsichtlich einer möglichen nationalsozialistischen Belastung in die Kategorie V eingestuft („entlastet“). 1951/52 war er Dekan der Medizinischen Fakultät der Universität Marburg. Zuletzt war Hamperl von 1954 bis 1968 als Ordinarius für Pathologie an der Universität Bonn tätig.
Seit 1955 war er korrespondierendes und seit 1969 auswärtiges Mitglied der Deutschen Akademie der Wissenschaften zu Berlin.

## Werk
Hamperl gilt als einer der bedeutenden Pathohistologen des 20. Jahrhunderts. 1931 prägte er für bestimmte Epithelzellen, die er in Tumoren der großen Speicheldrüsen, der Bauchspeicheldrüse, der Leber sowie in Hoden- oder Brusttumoren fand, den Begriff des Onkozyten.
Hamperl zählt zu den Pionieren der Fluoreszenzmikroskopie und nahm gemeinsam mit Max Haitinger die ersten systematischen Fluoreszenzfärbungen in der Histologie vor.
1934 beschrieb er als erster die Refluxösophagitis. Hamperl gilt auch als einer der Erstbeschreiber der Pneumocystis carinii-Pneumonie bei Früh- und Neugeborenen. Anfang der 1950er Jahre trat dieses Krankheitsbild nahezu ausschließlich in dieser Altersgruppe auf.
Neben seiner wissenschaftlichen Arbeit leistete Hamperl auch Bedeutendes in der Wissensvermittlung. 1938 übernahm er als Einzelautor das 1901 von Hugo Ribbert begründete und zunächst von Johann Georg Mönckeberg und später von Carl Sternberg weitergeführte Lehrbuch der allgemeinen Pathologie und der pathologischen Anatomie. 1968 übergab er das Lehrbuch an seinen Schüler Peter Gedigk, der es zusammen mit Max Eder (ab 1975) modernisierte. Es erlebte noch weitere fünf Auflagen bis 1990.
Nach dem Tode seines Lehrers Robert Rössle übernahm Hamperl gemeinsam mit dem Zürcher Pathologen Erwin Uehlinger von 1957 bis 1968 die Herausgeberschaft der renommierten Zeitschrift Virchows Archiv.

## Schriften
- Ribberts Lehrbuch der allgemeinen Pathologie und der pathologischen Anatomie. 12. Auflage. Vogel, Berlin 1939 (fortgesetzt bis zur 28. Auflage 1968 bei Springer, Berlin).
- Pathologisch-histologisches Praktikum. Springer, Berlin 1942.
- Leichenöffnung: Befund und Diagnose. Eine Einführung in den pathologisch-anatomischen Seziersaal und den Demonstrationskurs. André, Prag 1944.
- Über die zweite Krankheit. Lehmann, München 1967.
- Illustrierte Tumor-Nomenklatur. Springer, Berlin 1969.
- Werdegang und Lebensweg eines Pathologen. Schattauer, Stuttgart 1972, ISBN 3-7945-0293-0.
- Robert Rössle in seinem letzten Lebensjahrzehnt: 1946–1956. Springer, Berlin 1976, ISBN 3-540-07915-7.